# 1752 в Україні

## Події
- Нова Сербія

## Особи

### Народились
- 2 січня Францішек Заблоцький (1755—1821) — польський комедіограф, журналіст та письменник.
- 6 лютого Голдаєвич Теофан (1752—1822) — український чернець-василіянин, педагог.
- 2 листопада Розумовський Андрій Кирилович (1752—1836) — граф, пізніше князь, дипломат, дійсний таємний радник 1-го класу Російської імперії.
- Ґертруда Коморовська (1752—1772) — шляхтичка, перша дружина Станіслава Щенсного Потоцького.
- Домонтович Федір Даміанович (1752—1819) — педагог, ректор Переяславської семінарії, протоієрей Переяславського Вознесенського собору.
- Стефанович-Донцов Яків (1752—1829) — лікар та географ.
- Шидловський Григорій Романович (1752—1820) — дійсний статський радник, землевласник, культурний та просвітницький діяч.

## Засновані, зведені
- Фортеця святої Єлисавети
- Костел святих Йоакима і Анни (Володимир)
- Свято-Успенська церква (Радехів)
- Церква Усікновення голови святого Івана Хрестителя (Кривеньке)
- Церква святителя Миколая Чудотворця (Шидлівці)
- Звеничів
- Кам'янка (Чорноморська сільська громада)
- Лопатні
- Переділ (Чернігівський район)
- Попівка (Берестинський район)